# 弗賴萊穆埃爾托
32°31′S 54°31′W / 32.517°S 54.517°W
弗賴萊穆埃爾托（西班牙語：Fraile Muerto），是烏拉圭的城鎮，位於該國東部，處於梅洛西南面38公里，由塞羅拉爾戈省負責管轄，始建於1908年1月3日，海拔高度135米，2011年人口3,168。